# Peter Cushing
Peter Wilton Cushing, OBE (Surrey, 26 de maio de 1913 — Cantuária, 11 de agosto de 1994) foi um premiado e renomado ator britânico de cinema, teatro e televisão, mais conhecido por seus papéis nos filmes de terror da Hammer Productions das décadas de 1950, 1960 e 1970, além de sua atuação como Grand Moff Tarkin, em Star Wars, em 1977. Sua carreira de ator durou mais de seis décadas e incluiu aparições em mais de 100 filmes, além de muitos papéis na televisão, teatro e rádio. Nascido em Kenley, Surrey, Cushing estreou nos palcos em 1935 e passou três anos em um teatro de repertório antes de se mudar para Hollywood para seguir uma carreira no cinema.

## Biografia
Filho de George Edward Cushing e Nellie Marie, nasceu em Kenley, no condado de Surrey. Ele e seu irmão mais velho, David, se mudaram para Dulwich Village, um subúrbio de Londres, voltando posteriormente para Surrey com a mãe e o pai, que era agrimensor.
Desde cedo afeito à representação, a que foi levado por uma tia, que era atriz, dedicou-se ainda ao desenho. Trabalhou como ajudante de agrimensura, usando os dotes para o desenho, ao tempo em que atuava no teatro local. Após mudar-se para Londres, cursou a Escola Municipal de Música e Drama.
Atuou no teatro londrino até mudar-se para Hollywood, em 1939, onde atuou em The Man in the Iron Mask, no mesmo ano.Outros filmes nos quais participou foram Chump at Oxford(1939), com Stan Laurel e Oliver Hardy, Vigil in the Night (1940), e They dare not love (1941). Entretanto, depois de uma curta estada, Cushing retornou à Inglaterra.
Atuou em Nova York, na Broadway, e também no Canadá. Em apoio à sua pátria, contribuiu para o Esforço de guerra durante a Segunda Guerra Mundial, unindo-se à "Associação de Serviços Militares de Entretenimento".

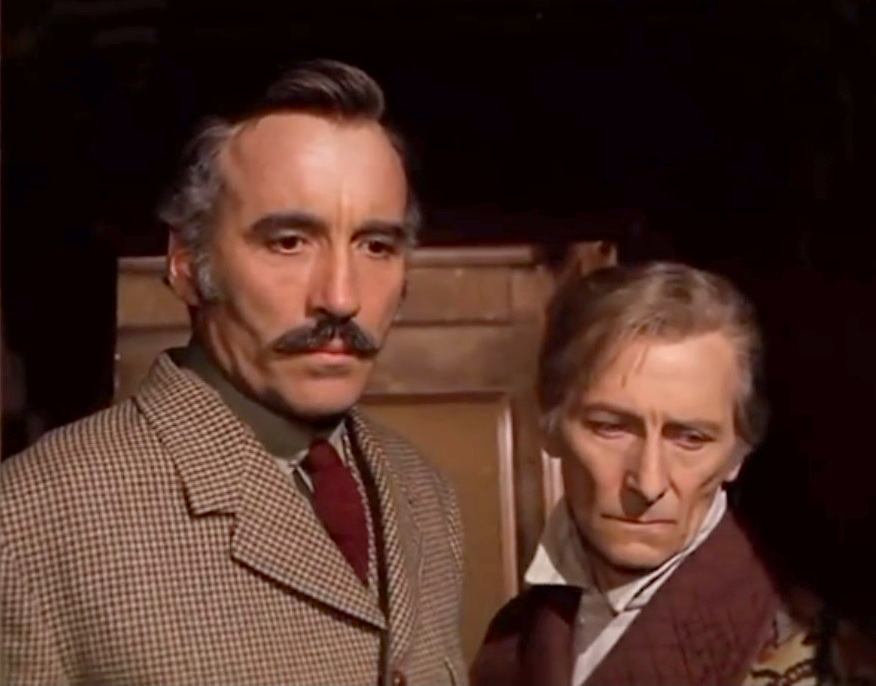
À direita com seu parceiro costumeiro de filmagens, Christopher Lee, numa cena de O Expresso do Horror, de (1973)

Após o conflito, teve grande aparição com Laurence Olivier no filme Hamlet, no qual seu futuro amigo e companheiro de filmagens, Christopher Lee, teve um pequeno papel. Ambos também apareceram em Moulin Rouge, porém só voltariam a se reunir nos clássicos filmes de terror. Durante a década de 1950 chegou a se tornar familiar na televisão inglesa, aparecendo em numerosos filmes, iniciando um trabalho com a lendária Hammer Film Productions, em suas novas versões do terror clássico de 1930. Seu trabalho na produtora está intimamente relacionado ao diretor Terence Fisher, realizando papéis relevantes em filmes, tais quais, The Curse of Frankenstein, Drácula, The Hound of the Baskervilles e The Mummy. Seus papéis mais notáveis foram os de Sherlock Holmes, Barão Frankeinstein e Van Helsing, estes últimos numa longa série de filmes de terror produzidos pela Hammer Film Productions, nas décadas de 1950, 1960 e 1970. Várias vezes encenou com Christopher Lee, de quem se tornou seu melhor amigo.
Mais tarde, declarou que as suas escolhas acerca de papéis se baseavam no que achava que seria aceito pelo público. "Quem quer me ver como Hamlet? Muitos poucos. Mas milhões de pessoas querem me ver como Frankenstein, de modo que é o que eu faço".
Se destacou também em filmes de outra grande produtora de cinema de terror, a rival Amicus Productions, incluindo películas como Dr. Terror's House of Horrors (1965) e Torture Garden (1967).
Em meados da década de 1970, as companhias haviam parado a produção, porém Cushing já se estabelecera como uma estrela do gênero.

Em 1971, retirou-se das filmagens de Blood from the Mummy's Tomb após a morte de sua esposa, a atriz Violet Helene Beck (8 de fevereiro de 1905 - 14 de janeiro de 1971), com quem estava casado desde 1943. No ano seguinte, ele declarou na Rádio Times: 
"Desde que Helen se foi, não consigo encontrar nada. O tempo é interminável, a solidão é quase insuportável e a única coisa que me faz continuar é saber que minha querida Helen e eu vamos nos reunir algum dia. Para continuar, portanto, Helen é a minha única ambição. Você tem a minha permissão para publicar isso ... realmente, você sabe, meu caro, é tudo apenas para matar o tempo. Por favor, publique isso."
Atuou no filme Star Wars Episode IV: A New Hope (1977), no papel de Grand Moff Tarkin, comandante de Darth Vader na Estrela da Morte, apesar de ter sido originalmente considerado para o papel de Obi-Wan Kenobi.
Durante a produção, Cushing foi presenteado com botas de montaria que apertavam seus pés. George Lucas então lhe deu permissão para desempenhar o papel usando tênis. Os operadores de câmera o filmaram acima dos joelhos ou de pé atrás da mesa da sala de conferências.
Para Star Wars Episódio III: A Vingança dos Sith, Lucas queria Cushing, já falecido, para reprisar seu papel como Tarkin através do uso de imagens de arquivo e da tecnologia digital, mas a qualidade do filme fizera o feito impossível. Além disso, a cena exigiria o corpo cheio de Tarkin, que não estava disponível devido à falta de uso de botas por parte do ator. Em vez disso, Wayne Pygram assumiu o papel porque se considerou que se assemelhava fortemente a Cushing.
Em 1985, o diretor Tom Holland inspirou-se nele e em Vincent Price para criar o caçador de vampiros Peter Vincent, do filme A Hora do Espanto (Fright Night).
Em 1989, foi nomeado Oficial do Império Britânico em reconhecimento de suas contribuições para a profissão de ator no Reino Unido e internacionalmente.
Cushing foi diagnosticado com câncer de próstata em 1982, mas conseguiu sobreviver por 12 anos, sem cirurgia, apesar de seu estado de saúde permanecer frágil. Em 1989, lhe foi concedido o prêmio de Oficial da Ordem do Império Britânico , embora seu amigo Christopher Lee tenha opinado publicamente que a honra vinha "muito tarde". Cushing retirou-se para Whitstable, no Kent, onde tinha comprado uma casa à beira-mar, em 1959, e continuou o seu hobby de criação de aves ao escrever duas autobiografias. Também trabalhou como pintor, especializado em aquarelas, e escreveu e ilustrou o livro infantil de Lewis Carroll. Ele foi o patrono da Sociedade Vegetariana, de 1987 até sua morte.

### Morte
Peter Cushing morreu de câncer de próstata em 11 de agosto de 1994, em Canterbury, Inglaterra. Seu corpo foi cremado e suas cinzas depositadas na sepultura da família Cushing.

Em uma entrevista incluída no lançamento do DVD de The Hound of the Baskervilles (1959), Christopher Lee foi entrevistado sobre a morte de seu amigo:
"Eu não quero parecer triste, mas, em algum momento de suas vidas, cada um de vocês vai notar que existe uma pessoa, um amigo a quem ama e cuida muito. Essa pessoa está tão perto que é capaz de compartilhar momentos inesquecíveis. Por exemplo, você pode telefonar para esse amigo e ao escutar uma risada maníaca ou uma outra piada, você saberá quem está do outro lado da linha. Nós costumávamos fazer isso muitas vezes. Então, desde quando ele se foi, nada haverá parecido em minha vida."
Como Bela Lugosi, e ao contrário de Boris Karloff ou Vincent Price, Cushing não era um ator excepcional mas tinha o tipo adequado para se consagrar como astro de filmes de terror. A figura esquelética, a voz educada e soturna, o ar aristocrático e a habilidade de aparentar calma, autoridade e obstinação um tanto maníacas o transformaram em intérprete ideal para o enlouquecido Dr. Frankenstein e o incansável caçador de vampiros Van Helsing. Curiosamente, as mesmas características couberam em outro personagem famoso, Sherlock Holmes. Cushing também ficou conhecido na Inglaterra por ser uma alma caridosa. Após a morte de sua mulher, em 1971, escrevia cartas de consolo para pessoas aflitas ou que perderam entes queridos.

## Filmografia Parcial
- The Man in the Iron Mask (1939)
- Laddie (1940)
- Vigil in the Night (1940)
- A Chump at Oxford" (1940)
- Women in War (1940)
- The Howards of Virginia (1940) (sem créditos)
- Dreams (1940)
- They Dare Not Love (1941) (sem créditos)
- Hamlet (1948)
- Pride and Prejudice (TV) (1952)
- Moulin Rouge" (1952)
- 1984 (TV) (1954)
- The End of the Affair (1955)
- Alexander the Great (1956)
- Time Without Pity (1957)
- The Curse of Frankenstein (1957)
- The Abominable Snowman (1957)
- Violent Playground (1958)
- Dracula (1958)
- The Revenge of Frankenstein (1958)
- The Mummy (1959)
- The Hound of the Baskervilles (1959)
- John Paul Jones (1959)
- The Flesh and the Fiends (1960)
- The Brides of Dracula (1960)
- Suspect (1960)
- Cash on Demand (1961)
- The Hellfire Club (1961)
- Fury at Smugglers' Bay (1961)
- The Naked Edge (1961)
- Night Creatures (1962)
- The Evil of Frankenstein (1964)
- The Gorgon (1964)
- Dr. Terror's House of Horrors (1965)
- Dr. Who and the Daleks (1965)
- She (1965)
- The Skull (1965)
- Island of Terror (1966)
- Daleks – Invasion Earth: 2150 A.D. (1966)
- Frankenstein Created Woman (1967)
- Torture Garden (1967)
- Blood Beast Terror (1967)
- Corruption (1968)
- Frankenstein Must Be Destroyed (1969)
- Incense for the Damned (1970)
- Scream and Scream Again (1970)
- The Vampire Lovers (1970)
- The House That Dripped Blood (1971)
- Twins of Evil (1971)
- Tales from the Crypt (1972)
- Dracula AD 1972 (1972)
- Fear in the Night (1972)
- Dr. Phibes Rises Again (1972)
- Asylum (1972)
- And Now the Screaming Starts! (1973)
- From Beyond the Grave (1973)
- The Creeping Flesh (1973)
- The Satanic Rites of Dracula (1973)
- Horror Express (1973)
- Shatter (1974)
- Madhouse (1974)
- The Beast Must Die (1974)
- Frankenstein and the Monster from Hell (1974)
- The Legend of the 7 Golden Vampires (1974)
- Tender Dracula (1974)
- Legend of the Werewolf (1975)
- Space: 1999 (TV) (1975) - um episódio
- The Ghoul (1975)
- Land of the Minotaur (1976) (aka The Devil's Men)
- Trial by Combat' (1976)
- At the Earth's Core (1976)
- Star Wars (1977)
- Shock Waves (1977)
- The Uncanny (1977)
- Arabian Adventure (1979)
- A Tale of Two Cities (TV) (1980)
- Hammer House of Horror (TV) (1980)
- Mystery on Monster Island (1981)
- House of the Long Shadows (1983)
- The Masks of Death (1984)
- Top Secret! (1984)
- Sword of the Valiant (1984)
- Biggles: Adventures in Time (1986)
- Rogue One: A Star Wars Story (2016) - Imagem gerada por computação gráfica